# Прапор Інгушетії
Прапор Республіки Інгушетія є державним символом Республіки Інгушетія. Прийнятий Парламентом Республіки 15 червня 1994 року. Зареєстрований за № 152 у Геральдичному регістрі РФ.

## Опис
Прапор Республіки Інгушетія являє собою прямокутне полотнище із трьох горизонтальних смуг: верхньої — зеленого, середньої — білого й нижньої — зеленого кольору. Середня смуга — широка. У центрі широкої білої смуги зображений червоний солярний знак.
Білий символізує чистоту помислів і дій, характерних народу Інгушетії. Зелений — пробудження природи, достаток і родючість землі республіки, а також іслам, який сповідують інгуші. Червоний персоніфікує їхню нелегку багатовікову боротьбу проти несправедливості, за своє виживання й право жити на землі своїх предків у злагоді й спокої із сусідніми народами.
Солярний знак означає вічний рух Сонця й Вселенної, взаємозв'язок, нескінченність, вічність усього сущого. Дугоподібні промені знака повернені проти руху годинникової стрілки, по напрямкові обертання Землі навколо Сонця, рівно й Сонця навколо своєї осі. У такому накресленні знак є символом добробуту, творення, нескінченного розвитку й розквіту народу.

## Історія

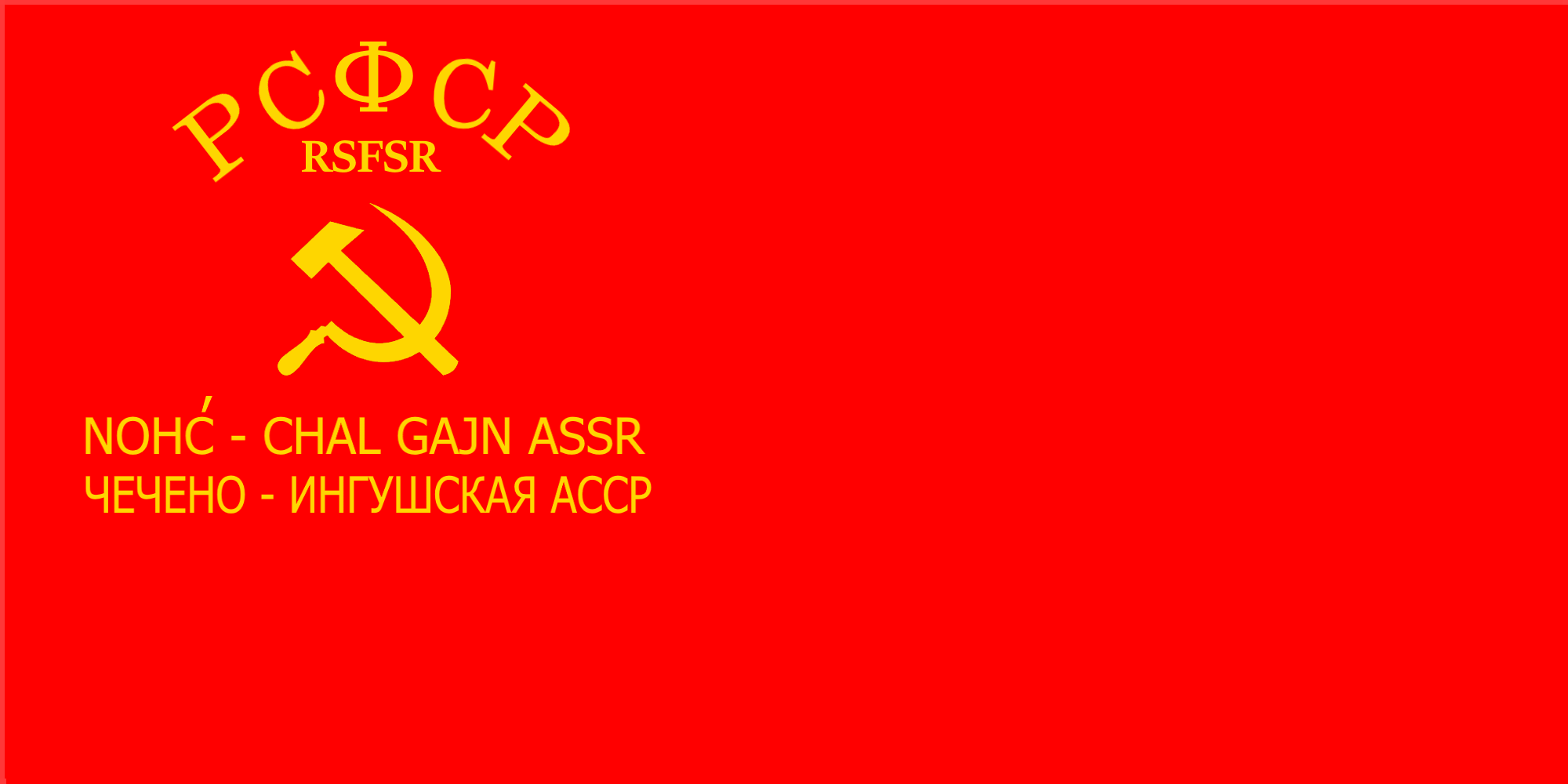
ЧІАРСР 1937–1944
ЧІАРСР 1957–1978
ЧІАРСР 1978–1991
1994-1999